# ウーゴ・デレオン
ウーゴ・エドゥアルド・デ・レオン・ロドリゲス（Hugo Eduardo De León Rodríguez, 1958年2月27日 - ）は、ウルグアイ・リベラ出身の元サッカー選手、サッカー指導者。元ウルグアイ代表。ポジションはDF
1980年代のウルグアイを代表するディフェンダー。グレミオでは25歳で既にキャプテンを務めていた。現役時代はEl Caudillo（司令官）、El Patriarca（家長）、エル・ウーゴ（El Hugo）、ミスターチャンピオンのニックネームで呼ばれる人気選手であった。
晩年には日本サッカーリーグの東芝（現、北海道コンサドーレ札幌）に移籍して、1シーズンプレーしている。

## 略歴
- 1977年：ウルグアイのナシオナル・モンテビデオでプロデビュー。
- 1979年：ウルグアイ代表に初選出。
- 1980年：ナシオナルの一員としてコパ・リベルタドーレス優勝[2]。
- 1981年：ウルグアイ代表でコパ・デ・オロ優勝[2]。
- 1983年：グレミオ（ブラジル）の一員としてコパ・リベルタドーレス、トヨタカップ優勝。
- 1988年：ナシオナルの一員としてコパ・リベルタドーレス、トヨタカップ優勝。
- 1990年：ウルグアイ代表でワールドカップイタリア大会出場、グループリーグのベルギー戦ではクロスでアシストを決めた[3]。ベスト16でイタリアに破れた。
- 1991年：日本サッカーリーグ1部の 東芝サッカー部（現在のコンサドーレ札幌）へ移籍。20試合出場1得点4アシスト。

## 所属クラブ
- 1977-1980  ナシオナル・モンテビデオ
- 1980-1984  グレミオFBPA
- 1985-0000  SCコリンチャンス・パウリスタ
- 1986-1987  サントスFC
- 1987-1988  CDログロニェス
- 1988-1989  ナシオナル・モンテビデオ
- 1990-0000  CAリーベル・プレート
- 1991-0000  ボタフォゴFR
- 1991-1992  東芝
- 1992-1993  ナシオナル・モンテビデオ

## 個人成績
日本国内成績
| 国内大会個人成績 | 国内大会個人成績 | 国内大会個人成績 | 国内大会個人成績 | 国内大会個人成績 | 国内大会個人成績 | 国内大会個人成績 | 国内大会個人成績 | 国内大会個人成績 | 国内大会個人成績 | 国内大会個人成績 | 国内大会個人成績 |
| 年度             | クラブ           | 背番号           | リーグ           | リーグ戦         | リーグ戦         | リーグ杯         | リーグ杯         | オープン杯       | オープン杯       | 期間通算         | 期間通算         |
| 年度             | クラブ           | 背番号           | リーグ           | 出場             | 得点             | 出場             | 得点             | 出場             | 得点             | 出場             | 得点             |
| 日本             | 日本             | 日本             | 日本             | リーグ戦         | リーグ戦         | JSL杯            | JSL杯            | 天皇杯           | 天皇杯           | 期間通算         | 期間通算         |
| ---------------- | ---------------- | ---------------- | ---------------- | ---------------- | ---------------- | ---------------- | ---------------- | ---------------- | ---------------- | ---------------- | ---------------- |
| 1991-92          | 東芝             | 6                | JSL1部           | 20               | 1                | 2                | 0                |                  |                  |                  |                  |
| 通算             | 日本             | 日本             | JSL1部           | 20               | 1                | 2                | 0                |                  |                  |                  |                  |
| 総通算           |                  |                  |                  |                  |                  |                  |                  |                  |                  |                  |                  |

その他の公式戦
- 1991年
  - コニカカップ 4試合0得点
- JSL（1部）初出場：1991年9月15日 対ヤマハ発動機戦（ヤマハ東山サッカー場）
- JSL（1部）初得点：1991年9月15日 対ヤマハ発動機戦（ヤマハ東山サッカー場）

## 代表歴
- ウルグアイ代表 1979-1990
  - 代表通算：48試合出場 0得点
  - 1981 コパ・デ・オロ（優勝）
  - 1990 FIFAワールドカップ（ベスト16、4試合0得点）

## 指導歴
- 1998-2001  ナシオナル・モンテビデオ
- 2004-0000  CFモンテレイ
- 2005-0000  グレミオFBPA